# Ханде Догандемір
Ханде Догандемір (тур. Hande Doğandemir; нар. 22 листопада 1985, Анкара, Туреччина) — турецька акторка і телеведуча. Відома за ролями в серіалах «Величне століття. Нова володарка», «Кохання мого життя», «В очікуванні сонця».

## Життєпис
Народилася 22 листопада 1985 в Анкарі, Туреччина. Вона — єдина дитина у сім'ї. З дитинства цікавилась музикою і танцями. Її батьки не мають нічого спільного з творчими професіями. Мати — колишній співробітник державної установи, а батько — банкір. У школі, а пізніше в ліцеї, Ханде із задоволенням вивчала французьку мову. Після завершення навчання в ліцеї подала документи до Анкарського університету і вступила на факультет соціології та комунікацій.
Після успішного завершення навчання у 2009 переїхала із Анкари до Стамбулу. Там вступила на курси акторської майстерності в Академію мистецтв. Під час навчання її помітили співробітники акторського агентства «Nimet Atasoy Management». Ханде знялася у декількох рекламних роликах.

## Кар'єра
В 2011 Ханде запросили у якості ведучої в програму «Ви пам'ятаєте», що виходила на турецькому телебаченні. Паралельно вона знялася в 20 серіях фільму «Лейла і Меджнун». Завдяки зйомкам у різноманітних рекламних роликах стала затребуваною акторкою, яку почали запрошувати в кіно та серіали. Визнання прийшло до неї після зйомок в молодіжному серіалі «В очікуванні сонця». Зйомки проходили з 2013 по 2014. Згодом Ханде прийняла пропозицію зіграти роль у серіалі «Величне століття. Нова володарка», прем'єра якого відбулася в 2016. Також у 2016 вона знялася у фільмі «Все через кохання». Її колегою був Шюкрю Озїлдиз.
У 2018 на екрани вийшов фільм за її участі «Клуб невдах у дорозі». У вересні 2018 відбулася прем'єра серіалу в якому вона знялася — «Уламки душі».

## Особисте життя
Під час зйомок в серіалі «В очікуванні сонця» їй приписували стосунки з Керемом Бюрсином. Однак інформація про їх стосунки не підтвердилася.
Тривалий час акторка приховувала стосунки з актором Оканом Ялабиком. В 2015 вони розірвали відносини.
У 2017 почала зустрічатися з актором Мертом Фіратом. Згодом вони розійшлися. Потім Ханде почала нові стосунки з футболістом Бураком Їлмазом.

## Фільмографія
- 2024 — «Камінь ножиці папір»
- 2022 — «Життя сьогодні»
- 2021—2022 — «Коли я ховав нашу маму»
- 2021 — «Порожнеча»
- 2019 — «Протистояння»
- 2018 — «Клуб невдах у дорозі»
- 2018 — «Уламки душі»
- 2017 — «Величне століття. Нова володарка»
- 2016 — «Кохання мого життя»
- 2016 — «Все через кохання»
- 2015 — «Ракон»
- 2015 — «Не розповідай мені казок»
- 2013—2014 — «В очікуванні сонця»
- 2012 — «Лютий»
- 2012 — «Böyle Bitmesin»
- 2012 — «İbreti Alem»
- 2011—2014 — «Лейла і Меджнун»
- 2011 — «І ти не йди»
- 2010 — «Гострий ніж»
- 2009—2010 — «Герої»